# Marino Cattedra
Marino Cattedra (Bitritto, 15 febbraio 1965) è un ex judoka italiano.

## Biografia
Nato a Bitritto, in provincia di Bari, nel 1965, durante la carriera ha gareggiato nelle categorie di peso dei 60 o 65 kg.
A 23 anni ha partecipato ai Giochi olimpici di Seul 1988, nei 60 kg, terminando 34º.
Nel 1991 ha vinto un bronzo, sempre nei 60 kg, agli Europei di Praga, dove è stato battuto agli ottavi di finale dal francese Philippe Pradayrol, ma è riuscito ad arrivare fino in fondo al tabellone dei ripescati.
L'anno successivo ha preso parte di nuovo alle Olimpiadi, quelle di Barcellona 1992, nei 60 kg, uscendo agli ottavi del tabellone principale, contro Nazim Gusejnov della Squadra Unificata, poi oro, e al secondo turno del ripescaggio con il mongolo Dashgombyn Battulga.
Passato ai 65 kg, nel 1993 ha vinto il bronzo ai Giochi del Mediterraneo di Linguadoca-Rossiglione, bissando il risultato 4 anni dopo a Bari.

## Palmarès

### Campionati europei
- 1 medaglia:
  - 1 bronzo (60 kg a Praga 1991)

### Giochi del Mediterraneo
- 2 medaglie:
  - 2 bronzi (65 kg a Linguadoca-Rossiglione 1993, 65 kg a Bari 1997)